# Villaboerderij (Eexterveen)
De Villaboerderij in Eexterveen is een monumentale boerderij gebouwd in 1925. Het pand is gelegen aan de Dorpsstraat 88 in de Drentse plaats Eexterveen.

## Beschrijving

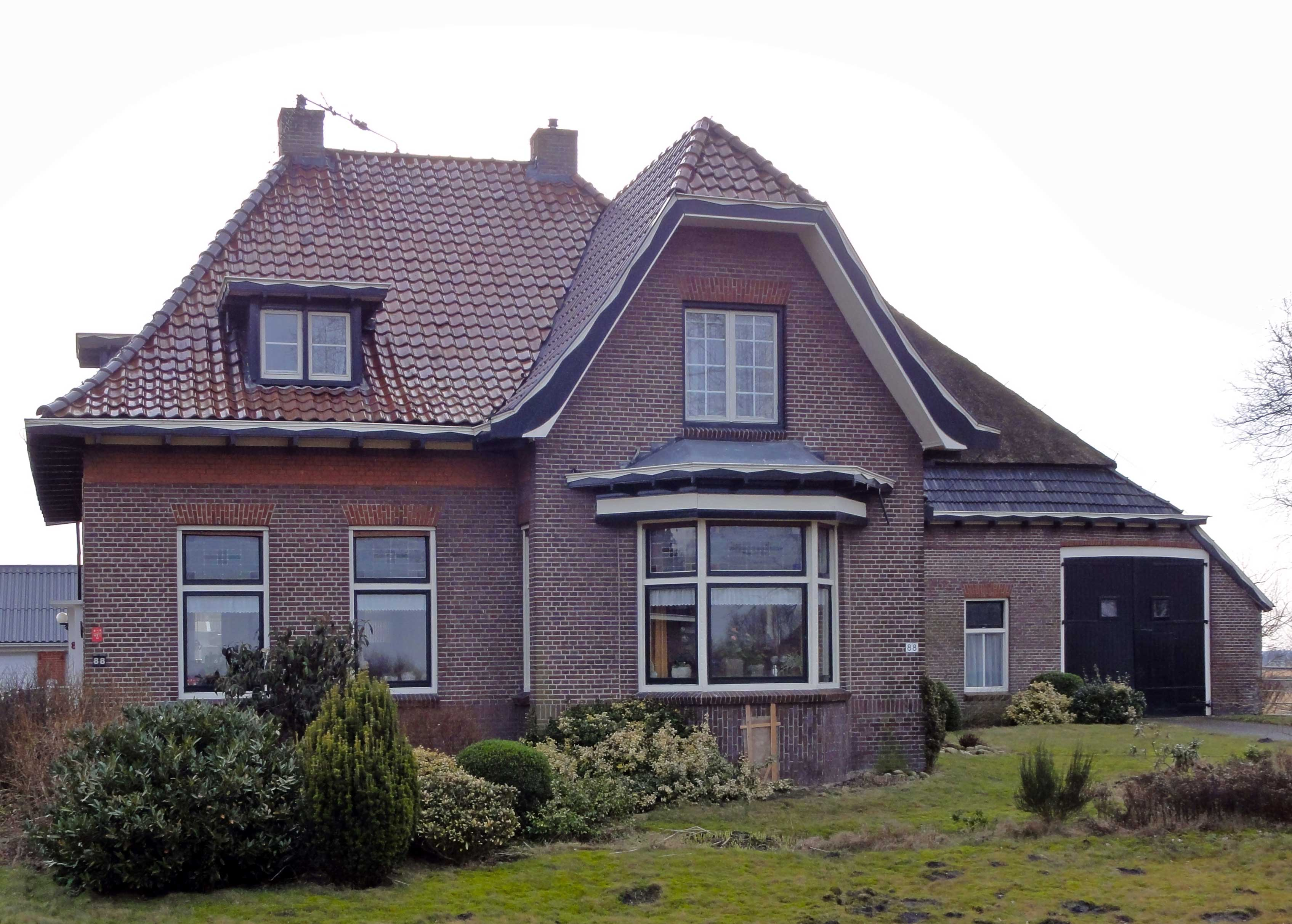
Vooraanzicht van de villaboerderij

De villaboerderij werd gebouwd in 1925 in opdracht van de landbouwer Egbert Koops. De Anner architect J. van Houten ontwierp de villaboerderij in een overgangsstijl. Als voorbeeld voor het ontwerp van de villa zou een bestaande woning in Stadskanaal hebben gediend.
De voorgevel is naar het noordoosten gericht. In het risalerend deel van de voorgevel bevindt zich een driekantige erker onder een driezijdig dak. Boven de erker is in de geveltop een dubbel achtruitsvenster aangebracht. Links van de erker zijn twee enkelvoudige ramen. Het glas in lood in deze ramen en in de ramen van de erker is niet origineel, maar dateert uit een latere periode. Het samengestelde dak is boven het risaliet van de voorgevel is afgewolfd en overkragend. Op het dak zijn aan drie zijden houten dakkapellen gemaakt. Boven op het dak staan twee nokschoorstenen. De entree van de woning bevindt zich in een gemetseld portiek aan de noordwestzijde. Tegen de achterzijde van de villa is het schuurgedeelte van de boerderij aangebouwd. Deze schuur is grotendeels met riet gedekt en heeft aan de onderkant enkele lagen dakpannen. In het rieten dak is zijn twee dakkapellen onder lessenaarsdaken.
De villaboerderij is erkend als provinciaal monument mede vanwege de cultuurhistorische, de architectuurhistorische en de stedenbouwkundige waarde. De boerderij is gelegen op een zandrug in het vroegere hoogveengebied ten noorden en ten oosten van het riviertje de Hunze. De boerderij ligt in de lintbebouwing buiten de woonkern van Eexterveen. Het bouwwerk is een toonbeeld van de wijze waarop het boerenbedrijf in dit deel van de provincie Drenthe in de 20e eeuw werd uitgeoefend. De boerderij heeft in hoge mate een gaaf karakter behouden en is als boerderijtype redelijk zeldzaam.